# Gilberton (Pensilvania)
Gilberton es un borough ubicado en el condado de Schuylkill en el estado estadounidense de Pensilvania. En el año 2000 tenía una población de 867 habitantes y una densidad poblacional de 234.9 personas por km².

## Geografía
Gilberton se encuentra ubicado en las coordenadas 40°47′51″N 76°13′33″O / 40.79750, -76.22583.

## Demografía
Según la Oficina del Censo en 2000 los ingresos medios por hogar en la localidad eran de $24,792 y los ingresos medios por familia eran $34,500. Los hombres tenían unos ingresos medios de $27,875 frente a los $21,000 para las mujeres. La renta per cápita para la localidad era de $14,785. Alrededor del 10.6% de la población estaba por debajo del umbral de pobreza.